# NGC 7228
NGC 7228 é uma galáxia espiral barrada (SBa) localizada na direcção da constelação de Lacerta. Possui uma declinação de +38° 41' 56" e uma ascensão recta de 22 horas, 11 minutos e 48,6 segundos.
A galáxia NGC 7228 foi descoberta em 1 de Setembro de 1872 por Édouard Jean-Marie Stephan.